# 스펜서 드리버
스펜서 드리버(Spencer Drever, 2003년 8월 30일 ~ )는 캐나다의 배우, 텔레비전 배우이다.

## 영화
- 더 컨퍼메이션 (2016년)
- 나인스 라이프 (2016년)